# Programma spaziale cinese

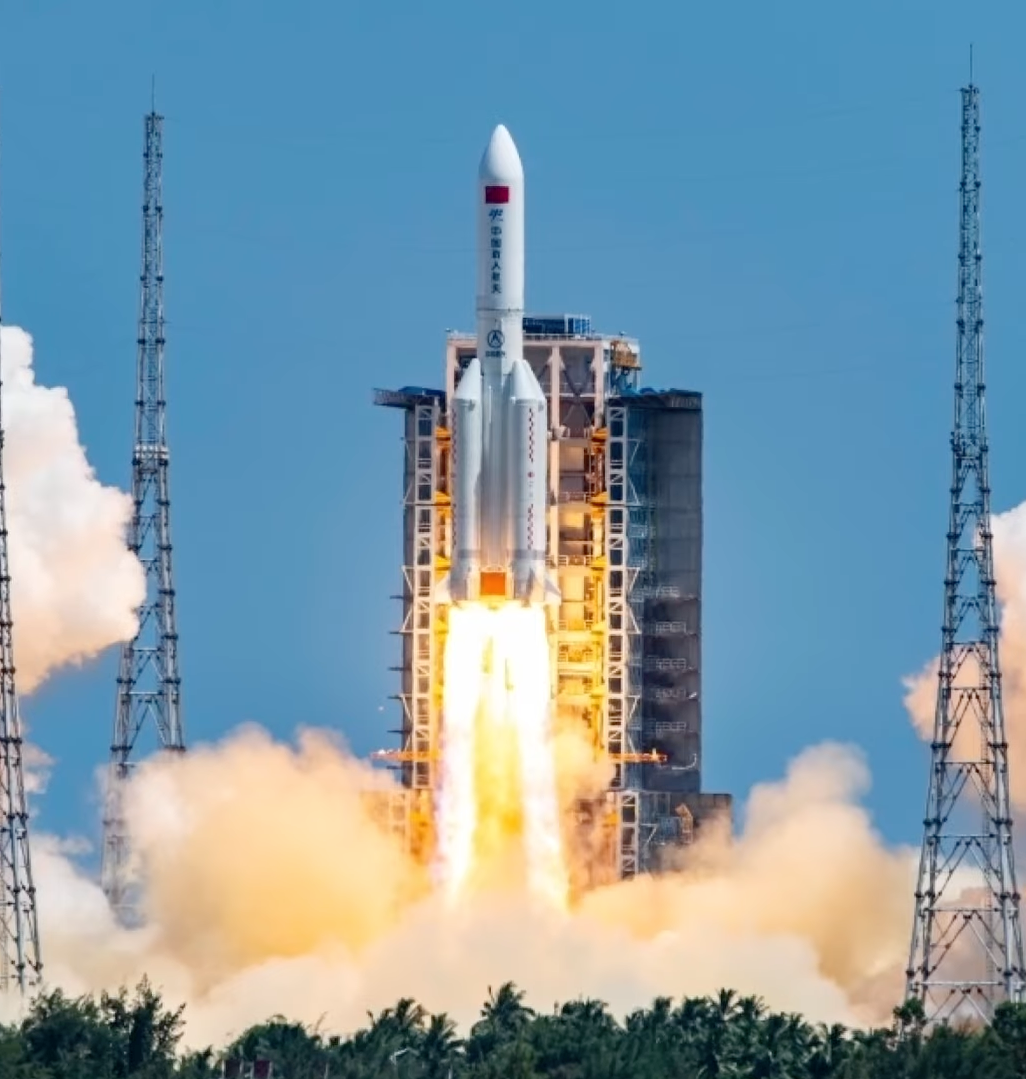
Un lanciatore Lunga Marcia 5B in partenza per la Stazione spaziale Tiangong, trasportando il modulo principale Wentian

Il Programma spaziale della Repubblica Popolare Cinese iniziò nel 1956 in cooperazione con l'allora Unione Sovietica e proseguì come un programma indipendente con scopi di deterrenza nucleare dopo la crisi sino-sovietica del 1960.
Il programma era nato sotto l'egida della Commissione Militare Centrale per venire incontro alle esigenze della difesa nazionale. L'utilità dal punto di vista militare dell'uso dello spazio fu il motivo centrale per cui la Cina s'imbarcò in un proprio programma spaziale. Tra gli obiettivi del programma vi erano lo sviluppo dell'aviazione cinese, la necessità di missili guidati, razzi e sistemi di difesa missilistica. Per questo i primi prodotti del programma non furono dei vettori per satelliti, ma missili balistici, come la serie dei Dongfeng. Di questi solo il DF-4 e il DF-5 divennero dei vettori prendendo il nome di Changzheng-1 e Changzheng-2.
Il primo satellite cinese, il Dong Fang Hong 1, fu lanciato solo 14 anni dopo l'inizio del programma, nel 1970. L'interesse per le missioni spaziali con personale umano nacque nel 1968, e nel 2003, con la missione Shenzhou 5, la Cina divenne il terzo paese ad inviare un uomo nello spazio.
Dal XXI secolo in poi, la Cina ha sviluppato uno dei programmi spaziali più attivi al mondo. Ha il più alto o il secondo più alto numero di lanci orbitali ogni anno. Gestisce una flotta di satelliti di varie tipologie, per comunicazioni, navigazione, telerilevamento e ricerca scientifica. Con sonde spaziali che raggiungono la Luna e Marte, la Cina ha condotto numerose e complesse missioni di esplorazione extraterrestre, incluso l'atterraggio o addirittura il ritorno di campioni. Nel prossimo futuro, il programma spaziale cinese sta perseguendo costantemente una missione con equipaggio sulla Luna, trasporto spaziale, manutenzione in orbita di veicoli spaziali, telescopi spaziali, comunicazioni quantistiche, armi antisatelliti, missioni orbitali e di ritorno di campioni su Marte e missioni di esplorazione in tutto il sistema solare e nello spazio profondo.

## Storia

### XX secolo

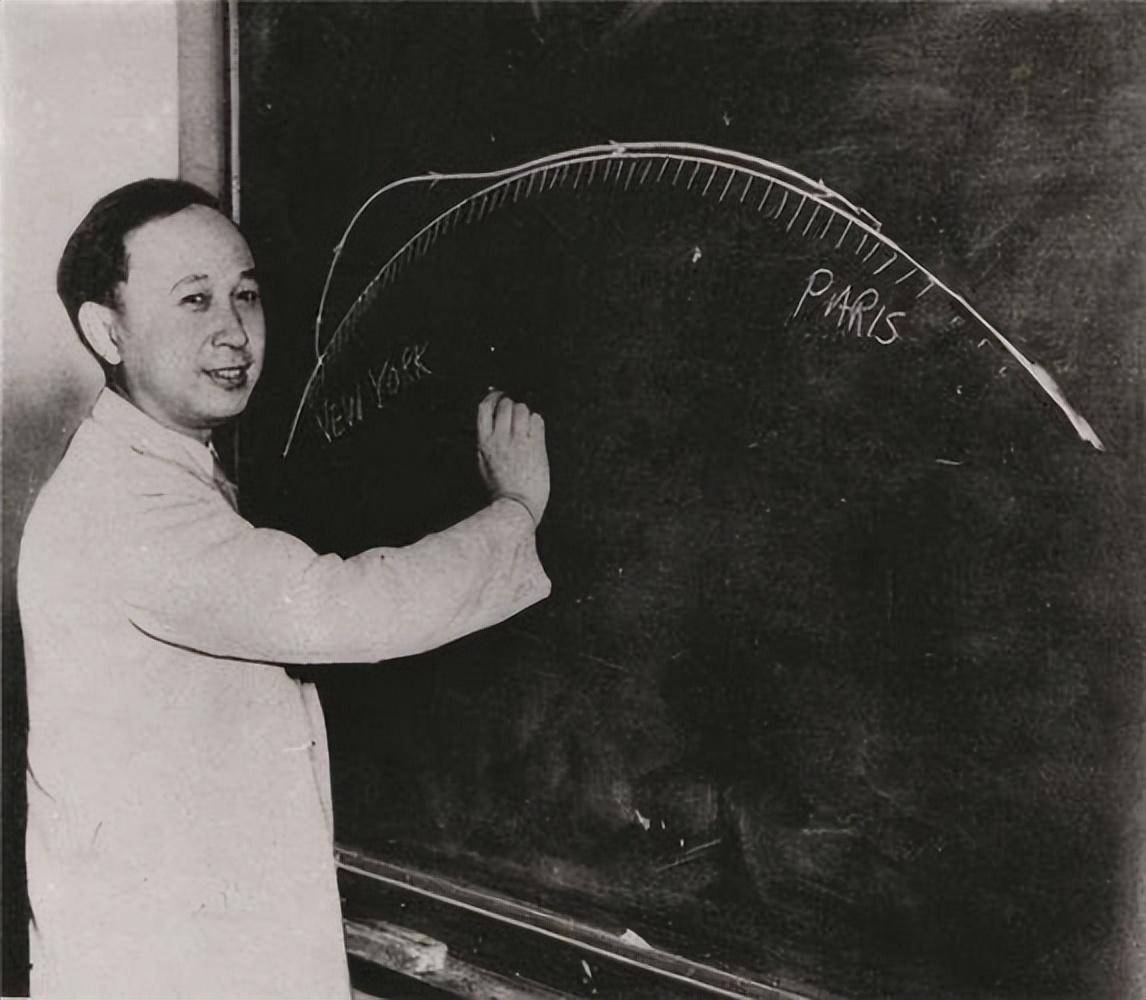
Qian Xuesen, il "padre" del programma spaziale cinese.

Il Programma spaziale cinese inizia nel 1956, quando lo scienziato Qian Xuesen fu espulso dagli Stati Uniti con l'accusa di essere comunista durante il Maccartismo. Egli propose al suo paese un programma di sviluppo per dei missili balistici e ne divenne subito il direttore.
Il 1º marzo 1956 venne varato un programma aerospaziale dalla durata prevista di 12 anni, noto anche come Progetto 581. Questo fu il primo progetto cinese per il lancio di un satellite, lancio previsto entro il 1959.
Nell'ambito delle buone relazioni tra Cina e URSS degli anni 50 i due paesi avviarono un proficuo scambio di conoscenze e di tecnologie. L'Unione Sovietica addestrò alcuni studenti cinesi e li preparò alle missioni spaziali. La collaborazione si interruppe bruscamente con la crisi del 1960.
Il Programma proseguì indipendentemente con il lancio del primo razzo, basato sul sovietico R-2 (nome in codice NATO dell'SS-2 Sibling), alla fine del 1960. Lo sviluppo continuò nei decenni successivi. Tappa importante fu il lancio del primo razzo interamente cinese nel 1964. A partire dalla stessa tecnologia fu sviluppato il vettore CZ-2, usato nel 1970 per il lancio del primo satellite cinese, il Dong Fang Hong 1, capofila dei 55 satelliti della serie Dong Fang Hong lanciati nei 30 anni successivi.
Il successivo sviluppo dei vettori serie CZ permisero di iniziare un programma spaziale commerciale nel 1985 che, da allora, ha lanciato oltre 30 satelliti stranieri, prevalentemente europei o asiatici. Il governo degli Stati Uniti è stato a lungo esitante sul consentire l'utilizzo dei servizi di lancio cinesi alle industrie americane, specialmente a causa del rischio che vi possa essere un trasferimento di saperi tecnologici, e nel 2000 ha ufficializzato questo tipo di embargo.
Tuttavia la crescita economica degli anni '90 ha permesso al paese di emanciparsi gradualmente dalla Russia sviluppando veicoli spaziali progettati a livello nazionale. Il settore industriale aerospaziale, in forte crescita, annovera ormai, accanto ai conglomerati statali (CASC, CASIC), numerose aziende private molto dinamiche. I leader cinesi usano le conquiste spaziali internamente come mezzo per ripristinare l'orgoglio nazionale e nei confronti dei paesi stranieri come strumento di prestigio. All'inizio degli anni 2020 la Cina è la più attiva al mondo per lanci spaziali e si prefigge l'obiettivo di raggiungere e superare le capacità del programma spaziale statunitense a medio termine.
La Repubblica Popolare Cinese è membro della Commissione delle Nazioni Unite sull'Uso Pacifico dello Spazio Extra-atmosferico e firmataria di tutte le convenzioni e i trattati delle Nazioni Unite sullo spazio.

### Il programma per il volo spaziale umano

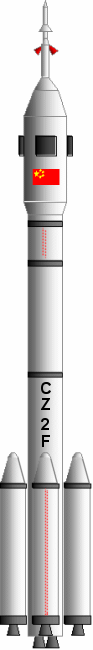
Il vettore Lunga Marcia 2F.

I primi sforzi per inviare uomini nello spazio nell'ambito del programma spaziale cinese risalgono al 1968 quando Qian Xuesen creò il Centro di Ricerca di Medicina Spaziale. Il Progetto 714 aveva come obiettivo l'invio nello spazio di due astronauti entro il 1973 a bordo di una navetta Shuguang-1. 19 piloti militari furono selezionati nel marzo 1971 a questo scopo. La navicella avrebbe dovuto essere lanciata con un razzo Lunga Marcia 2A, progettato per ospitare due astronauti (che in Cina sono chiamati Taikonauti). Il programma fu cancellato ufficialmente il 13 maggio 1972 per motivi economici, legati probabilmente alle politiche della Rivoluzione Culturale. Un nuovo programma fu avviato nel 1978 e cancellato nel 1980.

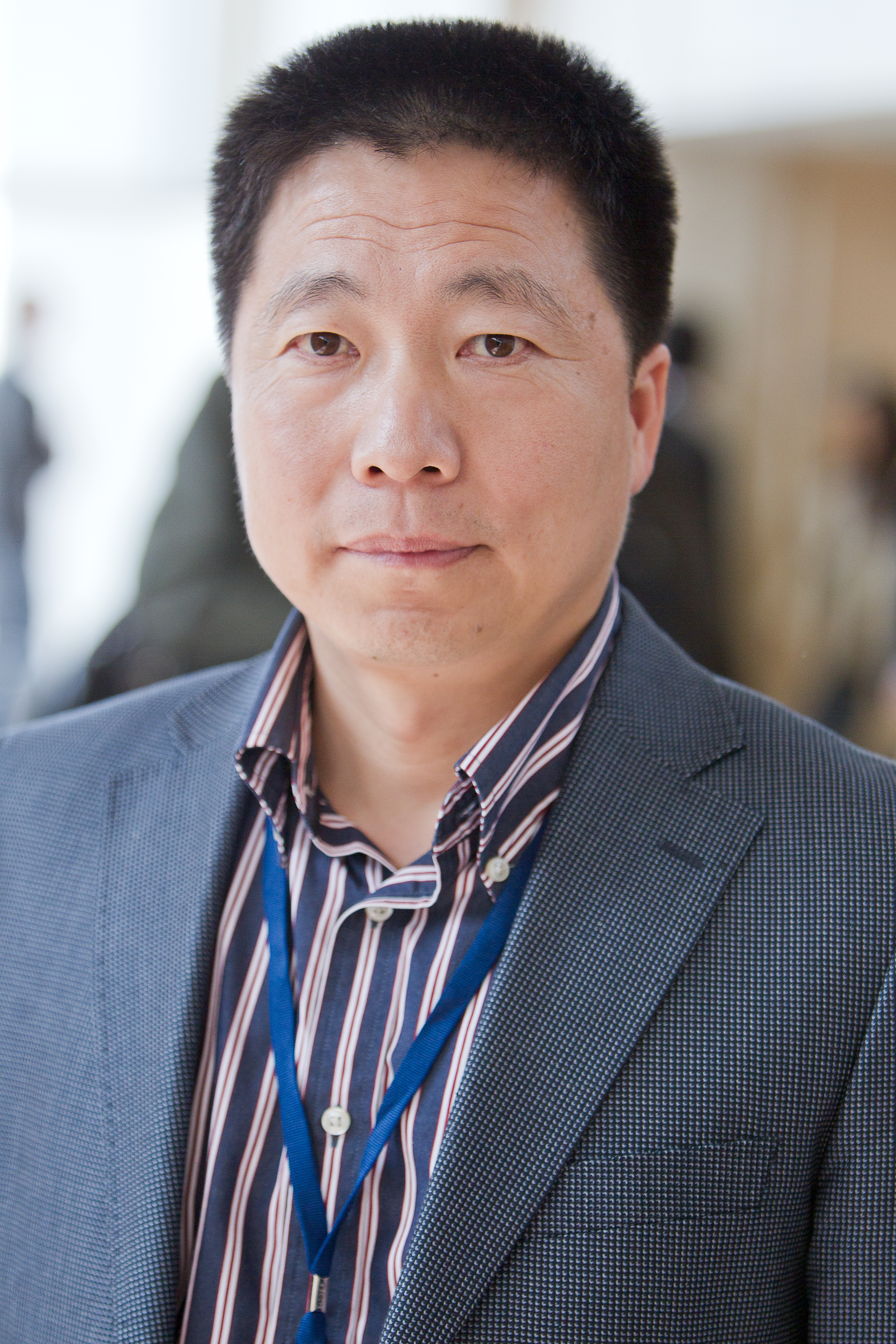
Yang Liwei, il primo astronauta ad andare nello spazio con una missione interamente cinese

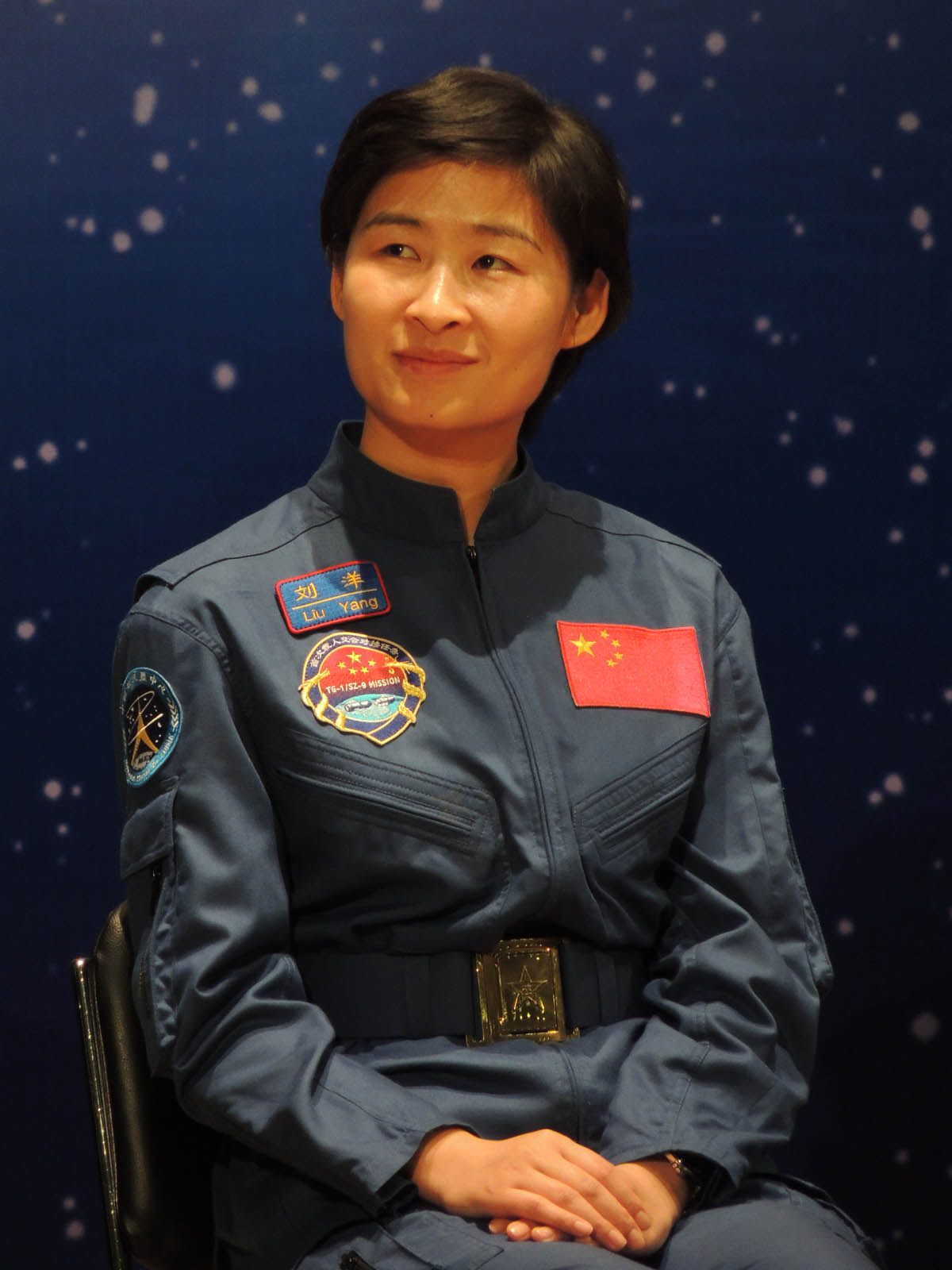
Liu Yang è stata la prima donna cinese nello spazio.

Nel 1992 fu autorizzato e finanziato il Progetto 921, un nuovo tentativo di lanciare un veicolo spaziale con equipaggio. Nell'ambito del programma Shenzhou furono effettuati quattro test senza equipaggio. Il primo il 20 novembre 1999, il secondo il 9 gennaio 2001, con alcuni animali a bordo, il terzo e il quarto nel 2002 con equipaggio di manichini. Il successivo tentativo fu il Shenzhou 5, coronato da successo, che trasportò in orbita, il 15 ottobre 2003, Yang Liwei, che restò nello spazio per 21 ore. La Cina divenne la terza nazione ad inviare un uomo in orbita. A questa seguì un'altra missione due anni dopo, mentre altre missioni con equipaggio sono tuttora in programma. Sono in progetto varie prove come passeggiate spaziali e attracchi in orbita
Per tutte le missioni viene utilizzato il vettore Lunga Marcia 2F lanciato dalla base di Jiuquan.
Tutte le navette della serie Shenzhou sono state progettate con strutture di attracco compatibili con la Stazione spaziale internazionale (ISS), e tutte le piattaforme di lancio sono state collocate a latitudini appropriate per dei rendez-vous. A seguito del successo di Shenzhou 5 la Cina fece formale richiesta di accedere al programma ISS, ma gli Stati Uniti si opposero fermamente. La Cina ha quindi annunciato di avere intenzione di costruire una propria stazione spaziale. Nel settembre 2011 è stato infine lanciato il modulo Tiangong 1 (Palazzo Celeste), primo nucleo della futura stazione spaziale. Il mese successivo è stata effettuata con successo una prova di attracco automatico con il modulo Shenzhou 8, senza equipaggio, a cui sono seguiti nel 2012 e 2013 gli attracchi con i moduli Shenzhou 9 e 10 con tre taikonauti ciascuno. La Repubblica Popolare sta cercando di creare programmi congiunti con la Russia e l'Agenzia Spaziale Europea (ESA).
Nel febbraio 2004 la Repubblica Popolare Cinese ha formalmente cominciato le prime fasi di un progetto di esplorazione della Luna.
Il 27 novembre 2005, il comandante del programma relativo al volo spaziale umano ha annunciato la pianificazione della costruzione di una stazione spaziale e di un futuro atterraggio umano su Marte, a condizione che il relativo finanziamento sia approvato dal governo. In questa prospettiva l'intenzione degli addetti al programma è quella di perfezionare le tecniche di attracco e di attività extraveicolare entro il 2012.
Una dichiarazione del 14 dicembre 2005 riporta l'intenzione di soppiantare il progetto dell'invio di una sonda orbitante intorno alla luna in favore di un tentativo di allunaggio. Il programma per una missione destinata a ritornare dalla luna comincerà nel 2012 preparando la strada all'invio di astronauti sulla superficie lunare. Il progetto dovrebbe avere inizio verso il 2017.

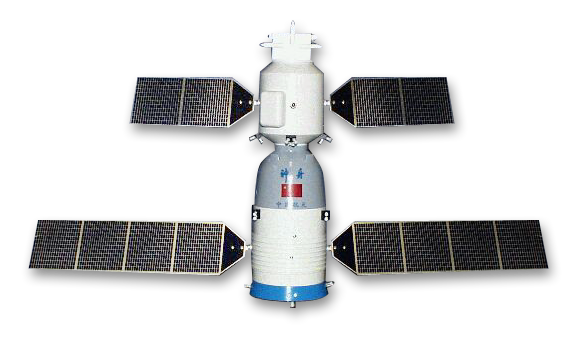
Una navetta di tipo Shenzhou.

Nel febbraio 2006 è stato annunciato lo slittamento di un anno della missione Shenzhou 7 per permettere lo sviluppo di una tuta spaziale in vista della prima passeggiata spaziale cinese.
Il 22 giugno 2006 il direttore del progetto lunare cinese ha reso pubblico il programma del progetto, che prevede l'invio di astronauti sulla superficie entro il 2024.
L'amministratore dell'Amministrazione spaziale cinese, Sun Laiyan, ha annunciato, il 20 luglio 2006, un programma di esplorazione dello spazio profondo mirato alla conoscenza di Marte. L'invio di una prima sonda su Marte è previsto tra il 2014 ed il 2033, con una successiva fase di esplorazione umana del pianeta tra il 2040 ed il 2060.

### Espansione del programma spaziale

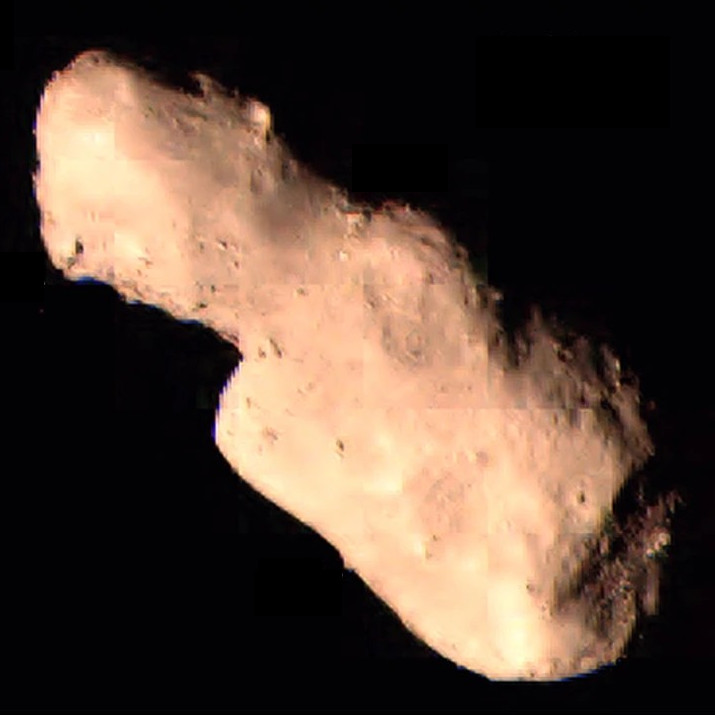
L'asteroide 4179 Toutatis ripreso dalla sonda Chang'e 2.

Dal 2000 al 2010, il PIL della Cina è quadruplicato diventando la seconda economia più grande del mondo. A causa del rapido sviluppo delle attività economiche in tutta la nazione, la domanda di sistemi di osservazione della Terra ad alta risoluzione è aumentata in modo notevole. Per porre fine alla dipendenza dai dati di telerilevamento ad alta risoluzione da altre nazioni, nel maggio 2010 la Cina ha avviato il programma China High-resolution Earth Observation System, più comunemente noto come Gaofen, con il compiti di istituire un sistema di osservazione della Terra con copertura per tutto il giorno e in tutte le condizioni atmosferiche per soddisfare i requisiti dello sviluppo sociale come parte delle infrastrutture spaziali cinesi.
Dopo aver mandato in orbita lunare la sonda Chang'e 1 nel 2007, dal 2010 il Programma cinese di esplorazione della Luna ha iniziato a prepararsi per la fase di "atterraggio", avvenuto con successo nel 2013 con Chang'e 3 che depositò sulla superficie il rover Yutu, rendendo la Cina il terzo Paese in grado di effettuare un atterraggio morbido su un corpo extraterrestre. Oltre all'esplorazione lunare, la Cina fece il suo primo tentativo di esplorazione interplanetaria nello stesso periodo con la sonda Yinghuo-1, il primo orbiter cinese su Marte. Lanciato a bordo della navicella spaziale russa Fobos-Grunt come carico utile aggiuntivo nel novembre 2011. Yinghuo-1 era una missione in collaborazione con l'Agenzia spaziale russa, tuttavia a causa di un errore del computer di bordo, la sonda Fobos-Grunt giunta in orbita terrestre non riuscì ad avviare il suo motore principale e la missione fallì. Intanto nel dicembre 2012 la sonda lunare Chang'e 2, che si trovava in una missione estesa dopo la conclusione dei suoi compiti primari in orbita lunare, sorvolò l'asteroide 4179 Toutatis avvicinandosi a una distanza di 3,2 chilometri. Nel 2016, la prima missione cinese indipendente su Marte venne formalmente approvata e pianificata con estremo dettaglio, con l'obiettivo di raggiungere Marte con un orbiter, un lander e un rover in un'unica missione nel 2020.

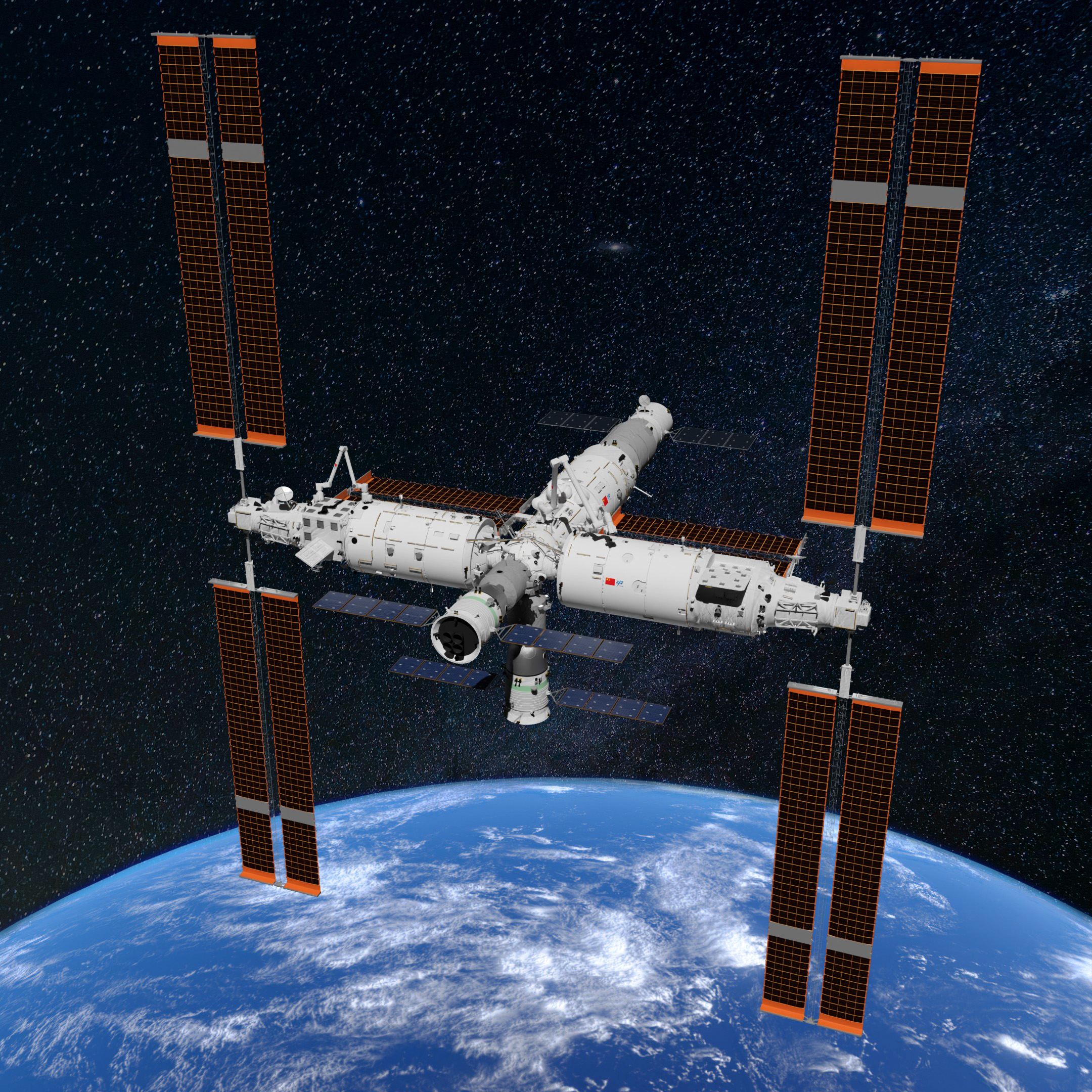
La Stazione spaziale Tiangong, completata nel novembre 2022.

La più grande rivoluzione dell'astronautica cinese negli anni 2010 è stata lo sviluppo del primo razzo per carichi pesanti, il Lunga Marcia 5, in grado di lanciare fino a 25 tonnellate di carico utile in orbita terrestre bassa e 14 tonnellate in orbita geostazionaria, rendendolo oltre 2,5 più potente del Lunga Marcia 3B, e quasi quanto il Delta IV Heavy, il razzo più potente al mondo in quel momento. Nonostante la battuta d'arresto dovuta al secondo lancio fallito del nuovo vettore, la Cina ha continuato l'esplorazione spaziale con il materiale esistente, e nel 2019 ha inviato con successo la prima sonda nella storia sulla faccia nascosta della Luna. Per ovviare alla mancanza di comunicazioni con la Terra sul lato nascosto, nel 2018 la Cina aveva lanciato Queqiao, un satellite ripetitore in orbita attorno al punto lagrangiano L2 del sistema Terra-Luna. Per questo successo il gruppo che ha condotto la missione ricevette nel 2020 il prestigioso IAF World Space Award dalla Federazione astronautica internazionale.
Alla fine del 2019, dopo una lungo periodo di revisione dovuto al precedente fallimento, il vettore Lunga Marcia 5 tornò ad essere lanciato con successo, portando in orbita il più pesante satellite cinese mai costruito, il Shijian-20. Con il ritorno ai lanci del Lunga Marcia 5, ormai collaudato, il programma spaziale cinese ha compiuto enormi progressi in molteplici aree completando alcune delle missioni più impegnative mai condotte nella storia delle esplorazioni spaziali, come l'assemblaggio di una stazione spaziale, la Tiangong, e la prima sonda cinese interplanetaria, Tianwen-1, il cui lander e un rover sono atterrati con successo sulla superficie marziana nel 2021, rendendo la Cina il secondo Paese al mondo in grado di riuscire nell'impresa dopo gli Stati Uniti.

## Descrizione

### Obiettivi
Il programma spaziale cinese ha numerosi obiettivi. Un documento dell'Amministrazione Nazionale cinese per lo spazio cita quelli a breve termine:
- Costruzione di un sistema di osservazione della Terra a lungo termine.
- Creazione di una rete indipendente di satelliti per telecomunicazioni.
- Fornitura di servizi di lancio a scopi commerciali
- Creazione di un sistema di sensori
- Studio di scienze spaziali come la microgravità, i materiali spaziali, biologia spaziale e l'astronomia.
- Pianificare un programma di esplorazione lunare.

Alcuni obiettivi a medio-lungo termine:
- Migliorare la posizione del paese nel campo delle scienze spaziali.
- Creazione di una stazione spaziale.
- Invio di astronauti sulla Luna.
- Creazione di una base lunare.
- Missioni robotiche su Marte
- Sfruttare lo spazio Terra-Luna per lo sviluppo industriale.

### Organizzazione
All'inizio il programma spaziale fu gestito dall'esercito, e in particolare dal secondo corpo d'artiglieria. Nel 1990 venne trasferito e riorganizzato insieme alle altre industrie legate alla difesa.
Responsabile dei lanci è ora l'Agenzia Spaziale Cinese, parte della Commissione della Scienza, Tecnologia e Industria per la Difesa Nazionale, guidata da Sun Laiyan. Le aziende che producono i vettori e i satelliti sono attualmente sotto il controllo dello Stato, ma il governo cinese lascia loro una discreta libertà nell'operare in modo simile alle grandi corporazioni private occidentali.
Il programma spaziale è collegato con la Tsinghua University e l'Harbin Institute of Technology.

### Centri di lancio
La Repubblica Popolare Cinese opera da 4 siti di lancio:
- Centro spaziale di Jiuquan (JSLC)
- Centro spaziale di Xichang (XSLC)
- Centro spaziale di Taiyuan (TSLC)
- Centro spaziale di Wenchang (WSLC)

### Centri di monitoraggio e controllo
- Centro di controllo e comando aerospaziale di Pechino (BACCC)
- Centro di controllo e monitoraggio satellitare di Xian (XSCC)

### Astronauti cinesi
Dal 2003, da quando è stato lanciato nello spazio Yang Liwei a bordo della Shenzhou 5, e fino al 2023, sono in totale diciotto gli astronauti cinesi che hanno volato nello spazio, elencati nella tabella sottostante in ordine temporale.
| Nome            | Nome in cinese | Immagine | Missione (data) | Note |
| --------------- | -------------- | -------- | --- | --- |
| Yang Liwei      | 杨利伟         |          | Shenzhou 5 (15 ottobre 2003) | Primo cinese nello spazio. Prima persona in solitaria nello spazio che non ha volato su un veicolo spaziale sovietico/russo o statunitense.                      |
| Fei Junlong     | 费俊龙         |          | Shenzhou 6 (12–16 ottobre 2005) Shenzhou 15 (29 novembre 2022–3 giugno 2023)                                                                     | Comandante del primo equipaggio cinese di due persone nello spazio.                                                                                              |
| Nie Haisheng    | 聂海胜         |          | Shenzhou 6 (12–16 ottobre 2005) Shenzhou 10 (11–26 giugno 2013) Shenzhou 12 (17 giugno–17 settembre 2021)                                        | Membro del primo equipaggio cinese di due persone nello spazio.                                                                                                  |
| Jing Haipeng    | 景海鹏         |          | Shenzhou 7 (25–28 settembre 2008) Shenzhou 9 (16–29 giugno 2012) Shenzhou 11 (17 ottobre–18 novembre 2016) Shenzhou 16 (30 maggio 2023–presente) | Membro del primo equipaggio cinese di tre persone nello spazio. Comandante del primo equipaggio cinese a compiere l'attracco di veicoli spaziali con equipaggio. |
| Liu Boming      | 刘伯明         |          | Shenzhou 7 (25–28 settembre 2008) Shenzhou 12 (17 giugno–17 settembre 2021)                                                                      | Membro del primo equipaggio cinese di tre persone nello spazio.                                                                                                  |
| Zhai Zhigang    | 翟志刚         |          | Shenzhou 7 (September 25–28, 2008) Shenzhou 13 (15 ottobre 2021–16 aprile 2022)                                                                  | Primo cinese a camminare nello spazio. Comandante del primo equipaggio cinese di tre persone nello spazio.                                                       |
| Liu Wang        | 刘旺           |          | Shenzhou 9 (16–29 giugno 2012) | Membro del primo equipaggio cinese a compiere l'attracco di veicoli spaziali con equipaggio.                                                                     |
| Liu Yang        | 刘洋           |          | Shenzhou 9 (16–29 giugno 2012) Shenzhou 14 (5 giugno–4 dicembre 2022)                                                                            | Prima donna cinese nello spazio. Membro del primo equipaggio cinese a compiere l'attracco di veicoli spaziali con equipaggio.                                    |
| Zhang Xiaoguang | 张晓光         |          | Shenzhou 10 (11–26 giugno 2013) | Conducted crewed spacecraft rendezvous and docking. |
| Wang Yaping     | 王亚平         |          | Shenzhou 10 (11–26 giugno 2013) Shenzhou 13 (15 ottobre 2021–16 aprile 2022)                                                                     | Seconda donna taikonauta cinese e prima donna cinese a viaggiare due volte nello spazio. Prima donna cinese a camminare nello spazio.                            |
| Chen Dong       | 陈冬           |          | Shenzhou 11 (17 ottobre–18 novembre 2016) Shenzhou 14 (5 giugno–4 dicembre 2022)                                                                 | Ha condotto molteplici esperimenti spaziali. |
| Tang Hongbo     | 汤洪波         |          | Shenzhou 12 (17 giugno–17 settembre 2021) | |
| Ye Guangfu      | 叶光富         |          | Shenzhou 13 (15 ottobre 2021–16 aprile 2022) | |
| Cai Xuzhe       | 蔡旭哲         |          | Shenzhou 14 (5 giugno–4 dicembre 2022) | |
| Deng Qingming   | 邓清明         |          | Shenzhou 15 (novembre 29, 2022–giugno 3, 2023)                                                                                                   | |
| Zhang Lu        | 张陆           |          | Shenzhou 15 (29 novembre 2022–3 giugno 2023) | |
| Zhu Yangzhu     | 朱杨柱         |          | Shenzhou 16 (30 maggio 2023–presente) | |
| Gui Haichao     | 桂海潮         |          | Shenzhou 16 (30 maggio 2023–presente) | Primo specialista del carico utile, primo taikonauta civile nello spazio                                                                                         |

## Progetti principali

### Satelliti e scienze
- Serie di satelliti Dong Fang Huong
- Ricerche in campo astrofisico, con il lancio del più grande telescopio solare, nel 2008, e di un telescopio per raggi X
- Satelliti di tipo Kuafo per lo studio della meteorologia spaziale nel 2012
- Creazione di una rete per ricerche sullo spazio profondo con il completamento del FAST, un telescopio sferico di 500 metri di apertura, la più grande antenna parabolica radio del mondo, e di un'altra antenna radio di 3000 km.
- Progetto 921-1 — Programma per lo sviluppo di un veicolo spaziale con equipaggio che ha condotto alla realizzazione della capsula Shenzhou
- Progetto 921-2 (Tiangong) — Programma per lo sviluppo di una stazione spaziale orbitante.
- Progetto 921-3 - Programma per lo sviluppo di una seconda generazione di veicoli spaziali con equipaggio, come uno spazioplano
- Capsula spaziale cinese di nuova generazione - Più capiente della Shenzhou e destinata a sostituirla, il primo lancio è stato effettuato nel 2020-
- Tianzhou — versione cargo senza equipaggio della capsula Shenzhou per il rifornimento della stazione spaziale Tiangong.

### Luna

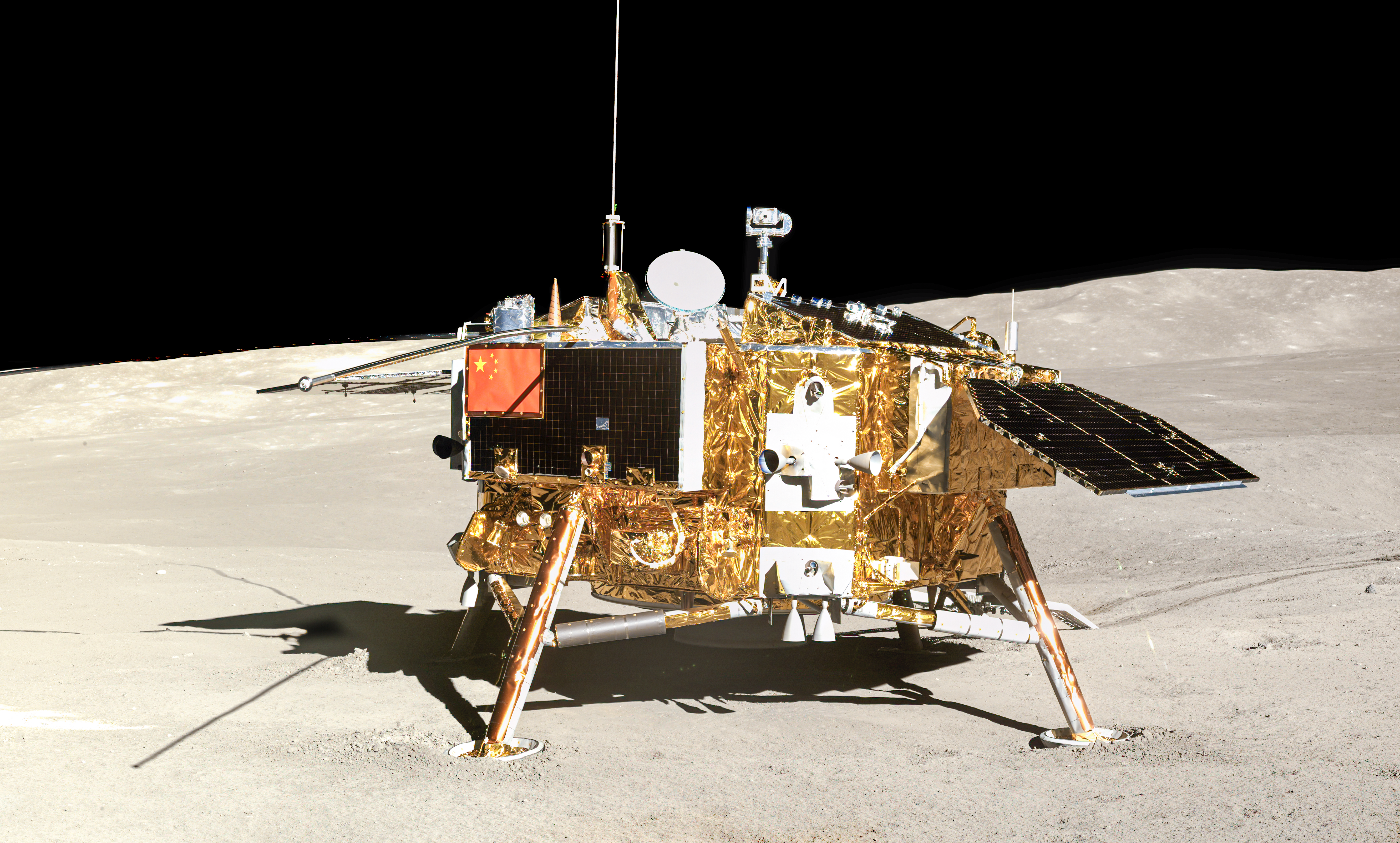
Il lander Chang'e 4 fotografato dal rover Yutu-2, sulla faccia nascosta della Luna.

- Chang'e 1 — sonda lunare senza equipaggio, il cui lancio è avvenuto il 24 ottobre 2007 (prima fase del programma lunare)
- Chang'e 2 — Seconda fase del programma lunare, la sonda è arrivata alla Luna in poco più di 4 giorni e ha raccolto dati sufficienti a selezionare il sito di una successiva base.
- Chang'e 3 — In questa missione è stato utilizzato anche un rover comandato da terra per ispezionare la superficie e sondarne le risorse. Il rover chiamato Yutu, allunato nel dicembre 2013, è stato il primo veicolo ad allunare dai tempi della missione sovietica Luna 24 nel 1976.
- Chang'e 4 — La sonda è stata la prima nella storia dell'esplorazione spaziale a effettuare un allunaggio morbido sulla faccia invisibile della Luna, il 3 gennaio 2019.
- Chang'e 5-T1 — Sonda sperimentale lanciata nel 2014 per verificare la funzionalità della capsula di rientro che sarà utilizzata nella missione successiva.[12]
- Chang'e 5 — Lanciata a fine novembre 2020, la sonda ha raccolto campioni dalla Luna e li ha riportati a terra il 16 dicembre 2020.
- Chang'e 6 — Seconda missione di ritorno di campioni lunari a terra, il lancio è avvenuto il 3 maggio del 2024.[13]
- Chang'e 7 — Missione che dovrebbe partire nel 2026 e composta da un orbiter, un lander, un rover e un'altra mini sonda mobile in superficie.[14]
- Chang'e 8 — Missione che dovrebbe preparare una missione con equipaggio successiva.[14]

La terza fase del programma lunare prevede la costruzione di una base permanente e l'intenso sfruttamento delle risorse minerarie.
Probabilmente la fase di esplorazione con equipaggio sarà anticipata da un volo circumlunare della capsula Shenzhou, in cui sono ravvisabili capacità aerodinamiche lunari, seguendo quanto era stato programmato per la Sojuz negli anni sessanta nel Programma sovietico di esplorazione lunare con equipaggio.

### Esplorazione del sistema solare

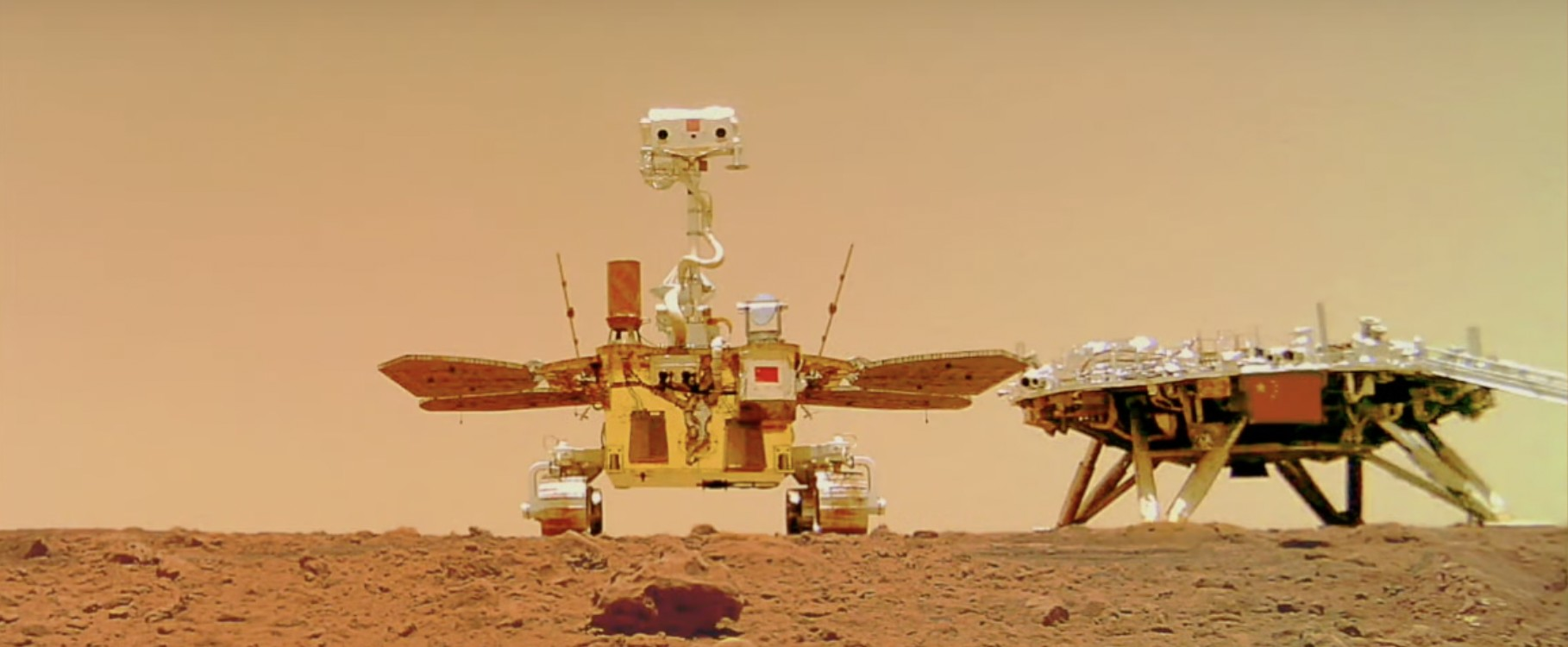
Il rover Zhurong in un selfie sulla superficie di Marte con il lander.

- Programma di esplorazione di Marte: Nel novembre 2009 è stato lanciato l'orbiter Yinghuo-1 assieme alla sonda russa Phobos-Grunt, tuttavia il vettore fallì la riaccensione del secondo stadio e le sonde non si distaccarono dall'orbita terrestre, precipitando nell'atmosfera due mesi più tardi. 
  - Tianwen-1 — Lanciata a fine 2020, è atterrata su Marte con successo nel maggio 2021, assieme al rover Zhurong.
  - Tianwen-3 — Missione il cui lancio è programmato per il 2028 e che dovrebbe riportare campioni marziani a terra nel 2031.[15]
- Esplorazione dello spazio profondo — invio di sonde automatiche in tutto il Sistema solare. 
  - Tianwen-2 è una missione con lancio pianificato nel 2025 per una missione di ritorno del campione dall'asteroide 469219 Kamoʻoalewa. Dopo aver inviato alla Terra la capsula col campione, la sonda si dirigerà verso la cometa 311P/PANSTARRS.[16]
  - Venus Volcano Imaging and Climate Explorer (VOICE) è una missione con lancio previsto nel 2026 per studiare Venere. L'orbiter VOICE restituirebbe immagini della superficie con una risoluzione di un metro e studiando l'abitabilità planetaria e le eventuali biofirme nell'atmosfera venusiana.[17]
  - Tianwen-4 è una missione interplanetaria pianificata dalla Cina per studiare il sistema gioviano e i suoi dintorni, condividendo un lancio con un veicolo spaziale che effettuerà un sorvolo di Urano.[18][19]

| Stato             | Lancio/ fine della missione | Missione                    | Descrizione                                                                             |
| ----------------- | --------------------------- | --------------------------- | --------------------------------------------------------------------------------------- |
| Operativi         | 2010-                       | Chang'e 2                   | Orbiter lunare. Sorvolo dell'asteroide 4179 Toutatis.                                   |
| Operativi         | 2013-                       | Chang'e 3                   | Rover - Allunaggio sull'emisfero faccia visibile della Luna                             |
| Operativi         | 2018-                       | Chang'e 4                   | Rover - Allunaggio sull'emisfero invisibile della Luna                                  |
| Operativi         | 2020-                       | Tianwen-1                   | Orbiter e rover su Marte                                                                |
| Operativi         | 2020-                       | Chang'e 5                   | Missione di ritorno campioni lunari dalla faccia visibile                               |
| In sviluppo       | 2024                        | Chang'e 6                   | Missione di ritorno del campione lunare dal lato nascosto della Luna                    |
| In sviluppo       | 2026                        | Chang'e 7                   | Orbiter, lander e rover lunare                                                          |
| In sviluppo       | 2028                        | Chang'e 8                   | Orbiter, lander e rover lunare                                                          |
| In sviluppo       | 2025                        | Tianwen-2                   | Missione di ritorno di campioni dell'asteroide 469219 Kamoʻoalewa, studio di una cometa |
| In sviluppo       | 2028 - 2030                 | Tianwen-3                   | Missione di ritorno del campione su Marte                                               |
| In sviluppo       | verso il 2030               | Tianwen-4                   | Orbiter gioviano e sorvolo di Urano                                                     |
| In fase di studio | verso il 2024               | IHP-1                       | Sorvolo di Giove, studio dell'eliosfera                                                 |
| In fase di studio | verso il 2026               | IHP-2                       | Studio dell'eliosfera, sorvoli di Giove e Nettuno (nel 2038)                            |
| In fase di studio | dopo il 2030                | (ancora senza designazione) | Sorvolo di Giove e orbiter di Nettuno (arrivo nel 2040)                                 |
| Concluse          | 2007-2009                   | Chang'e 1                   | Orbiter lunare. Cartografia della superficie.                                           |
| Concluse          | 2011                        | Yinghuo 1                   | Orbiter per Marte perso al momento del lancio di Phobos-Grunt.                          |